# Nacobbus
Nacobbus is een geslacht van plantenparasitaire aaltjes. In Noord- en Zuid-Amerika tasten Nacobbus-aaltjes vooral gewassen zoals tomaat, aardappel, quinoa en  suikerbiet aan. Ze kunnen zoveel schade veroorzaken dat ze als een belangrijk quarantaine organisme worden beschouwd. De morfologie en biologie van Nacobbus-aaltjes zijn niet zo bekend, hoewel het mogelijk is dat de gastheer - in dit geval een specifiek gewas - de morfologische kenmerken van deze aaltjes  beïnvloed.

## Levenscyclus
Wat de voedingsstrategie betreft, is Nacobbus geclassificeerd als een bedrieglijk wortelknobbelaaltje, omdat het zowel een migrerende endoparasiet als een sedentaire endoparasiet is. Het is het enige bekende aaltje, die dit doet; alle anderen gebruiken de ene of de andere strategie. Bij Nacobbus wordt elke strategie gebruikt in verschillende stadia van de levenscyclus. Mannelijke en vrouwelijke larven zijn migrerend, terwijl de volwassen vrouwen sedentair zijn. De levenscyclus van Nacobbus begint wanneer de larven uit de eieren in de grond kruipen en door wortels en grond migreren. Ze veroorzaken necrotische laesies. Volwassen vrouwtjes vormen vervolgens in gezond wortelweefsel een wortelknobbel, syncytium genaamd. Daar voeden de vrouwtjes zich en produceren ze eieren, die ze in de grond leggen.

## Soorten
- Nacobbus aberrans
- Nacobbus batatiformis
- Nacobbus bolivianus
- Nacobbus dorsalis
- Nacobbus seredipiticus

## Cladogram
| Nacobbus | \| \| Nacobbus aberrans \| \| \| \| \| \| Nacobbus batatiformis \| \| \| \| \| \| Nacobbus dorsalis \| \| \| \| \| \| Nacobbus seredipiticus \| \| \| \| |
|          | \| \| Nacobbus aberrans \| \| \| \| \| \| Nacobbus batatiformis \| \| \| \| \| \| Nacobbus dorsalis \| \| \| \| \| \| Nacobbus seredipiticus \| \| \| \| |
|          | Hirschmaniella |
|          | |
|          | Pratylenchus |
|          | |
|          | Zygotylenchus |
|          | |
|          | Nacobbus aberrans |
|          | |
|          | Nacobbus batatiformis |
|          | |
|          | Nacobbus dorsalis |
|          | |
|          | Nacobbus seredipiticus |
|          | |

|  | Nacobbus aberrans      |
|  |                        |
|  | Nacobbus batatiformis  |
|  |                        |
|  | Nacobbus dorsalis      |
|  |                        |
|  | Nacobbus seredipiticus |
|  |                        |